# Guayaquile
Guayaquile fue un cacique del pueblo chono cuyos territorios se ubicaban cerca de la cuenca del río Guayas en el siglo XVI, en la época en que los conquistadores españoles llegaron al lugar. El cacique Guayaquile habría dado el nombre a la ciudad de Santiago de Guayaquil, que por décadas fue atribuido erróneamente al mito de Guayas y Quil.
La existencia de Guayaquile fue redescubierta por la historiadora Dora León durante la década de 1960 y 1970, quien encontró referencias a él en el Archivo General de Indias de Sevilla.

## Historia

### Cacique Guayaquile

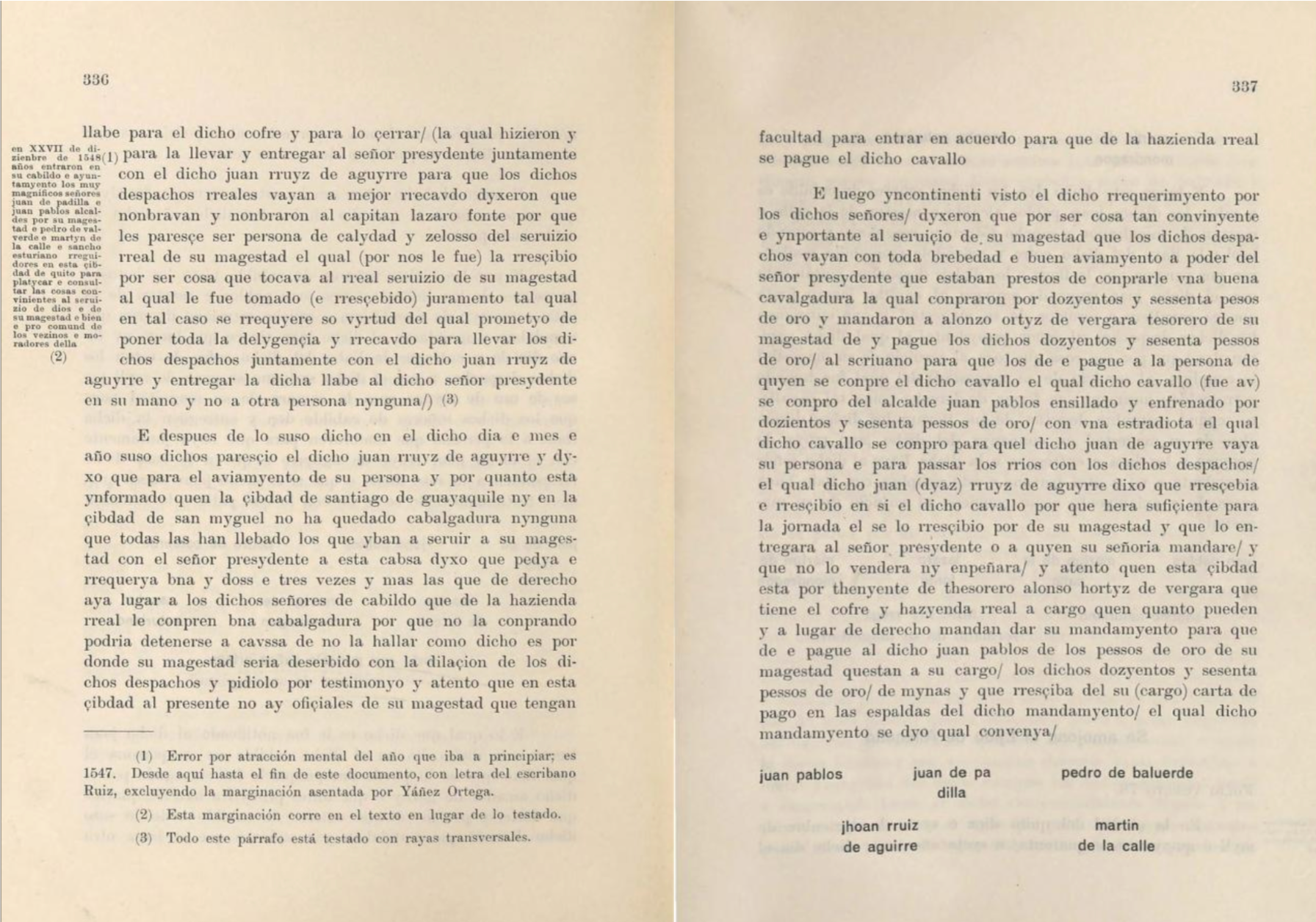
Mención de la ciudad de "Santiago de Guayaquile", refiriéndose al cacique chono en el "Libro Segundo de Cabildos de Quito 1539-1543"

Según el trabajo "Localización del pueblo aborigen de Guayaquil" que sería editado en Valladolid España en 1975, se realizaría un estudio para probar la existencia de un cacique llamado Guayaquile, en la Culata, además de la existencia del pueblo y río que llevan su nombre. Este trabajo se fundamentaría en un testimonio registrado el 20 de septiembre de 1543 del "Libro Primero de Cabildos de Quito", que sería descifrado en 1932 por el importante paleógrafo (además de gran poeta), José Rumazo González. Ahí se refieren a un capitán llamado Diego de Urbina quien menciona acerca de un asiento y sitio de Guayaquile, que se encontraba junto a la ciudad de Santiago de Guayaquil. En este caso Santiago se refiere probablemente a la primera fundación de Belalcázar. Es importante recordar la fundación de Guayaquil ya que esta ciudad fue fundada varias veces por pugnas entre los conquistadores y la Cultura Milagro Quevedo que no había sido anexada al incario y se resistía a ser anexada al imperio español. Las investigaciones sobre la existencia de este cacique se basan además del testimonio en su corroboración a través de la identificación de dicho pueblo en La Culata, lugar como lo llamaban los españoles a la cuenca del río Guayas.
El poder en la Cultura Milagro Quevedo, al igual que en los Manteños se encontraba además de la fuerza militar en la capacidad para curar. Esto ha sido analizado a través de la cerámica de esta cultura, en especial en las "cocinas de brujo" que identifican a los chonos. Estos cuencos, que podían venir en distintas formas y tenían abundante decoración usualmente eran usados en ceremonias y era común que lleven pociones, infusiones o brebajes que tenían como objetivo la realización de alguna curación o magia. Según Olaf Holm:

La posición destacada de un "brujo" o shamán nos hace pensar en una organización mágico - religiosa, donde justamente el shamán adquiere prestigio y mando por sus conocimientos herbolarios, que permiten curaciones y el poder adivinatorio, o sea la habilidad de comunicarse con el más allá. Estas cualidades que en si infundieron respeto y miedo van combinadas con su avanzada edad, y lo convierten en el personaje más poderoso de la comunidad.
Cultura Milagro Quevedo - Olaf Holm

Sobre si Guayaquile era un cacique solamente o además era considerado un brujo, dentro de la cultura Milagro Quevedo, aún no ha sido probado arqueológicamente. Además, las representaciones de sapos y serpientes tan frecuentes en las cocinas de brujo, tienen una relación importante con el rito de Catequil, después del cual la persona se convertía en un líder de la comunidad, lo que describiría el cargo de Guayaquile.A pesar de esto, las similitudes etimológicas entre Guayaquil y Catequil no han sido determinadas de manera definitiva al momento.Sin embargo existen análisis acerca de un posible cacicazgo en Daule donde se deduce que "es la religión la que sostiene el poder del cacique" ya que "esta institución articula la economía y la guerra como fuentes de poder secundarios" de esta manera se logra la unión de la comunidad. Según las investigaciones arqueológicas estas inferencias se basan en estatuillas, entierros en urnas, diseños en las superficies de las urnas, hachas moneda que se han encontrado tanto en las urnas como en los entierros que están en el río Daule. 

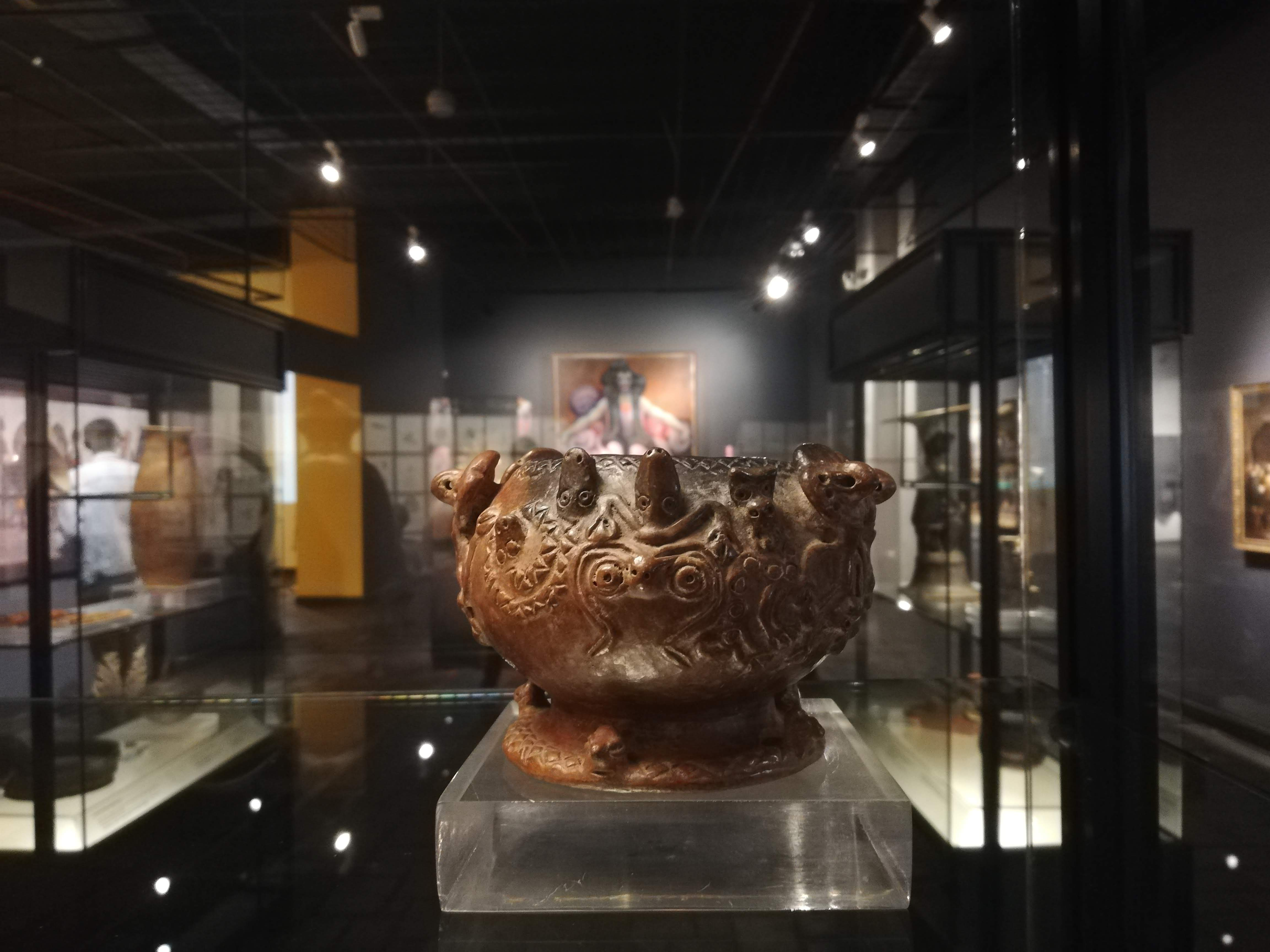
Cuenco típico de la cultura arqueológica Milagro-Quevedo en exposición en el MUNA

Asimismo, el análisis semiótico de las cocinas de brujo pueden servir tanto para expresar el poder simbólico, como también el poder efectivo. Su interpretación estaría ligada al poder sacerdotal:

Las imágenes o iconos como mencionan algunos autores, se relacionan con los seres sociales, sus creadores, por medio de redes de conexiones compartidas entre espacios reales e imaginarios. Espacios reales conformados por aquellos centros de poder de uso exclusivo del grupo élite y aquellos de acceso al público. Por otra parte, los espacios imaginarios son aquellos donde priman las imágenes de divinidades, seres míticos, antepasados o fuerzas sobrenaturales, fuerzas que a veces se vinculan como cualidades del gobernante o cacique. La mayoría de las veces, estas imágenes están siendo controladas y reguladas por la elite sacerdotal, misma que es la encargada de dar el significado a las imágenes y de difundir su imaginario al resto de la población, a través de los cultos y ceremonias.

### Aldea y río Guayaquile

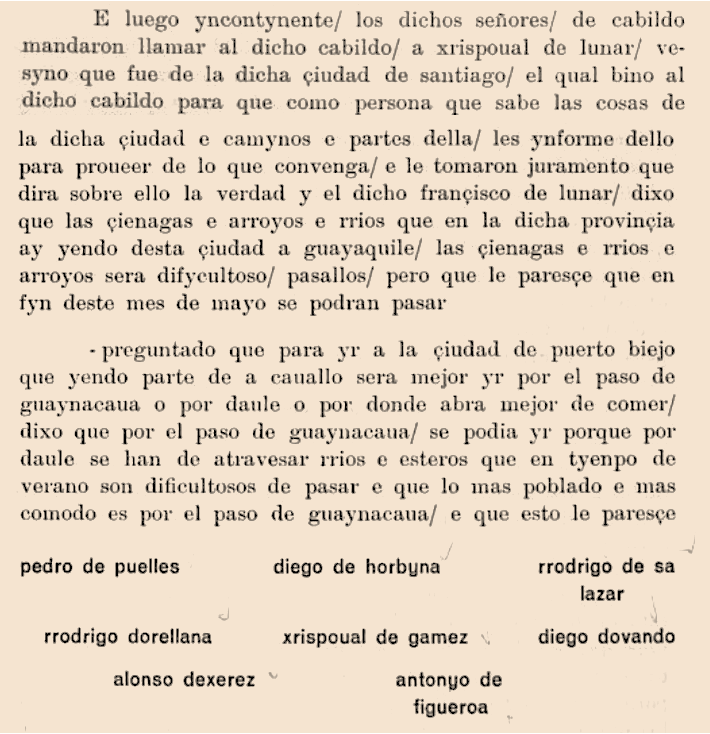
Inundaciones y ciénagas en el río Guayas en el "Libro Segundo de Cabildos de Quito 1539-1543", por Pedro de Puelles

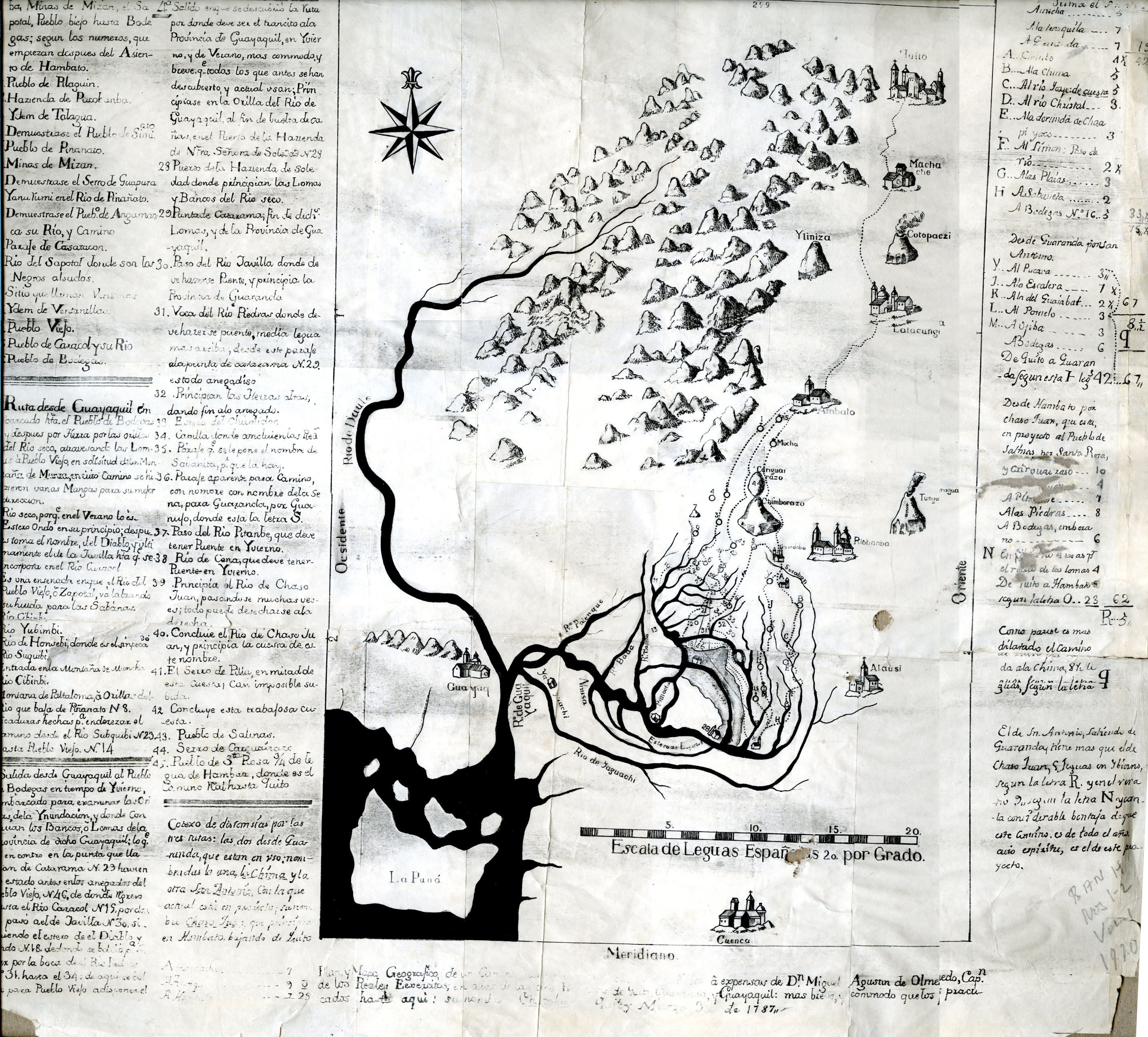
Dibujo del Camino Real donde se lee en la esquina superior izquierda la referencia al Río de Guayaquil.

Además del cacique, Guayaquile era el nombre con el que se conocía a la aldea indígena en que él habitaba y a un río cercano. De acuerdo a la investigación del historiador Ángel Véliz Mendoza recogida en su obra El Cacique Guayaquile, el río conocido en ese entonces como Guayaquile habría sido el actual Río Bulu Bulu, que cambió de nombre con el pasar de los siglos.
En 1978, el arqueólogo Julio Viteri Gamboa denunció la posible destrucción de un sitio arqueológico ubicado en la hacienda Jerusalén, que se encontraba en el kilómetro 21 de la vía Durán-Boliche. En el sitio se descubrió alrededor de sesenta tolas, que eran grandes montículos de tierra construidos por los chonos en sus poblados. La más grande de las mismas tenía un diámetro de 120 metros de largo y 12 de alto y posiblemente tenía un fin ceremonial. La distancia de este sitio arqueológico al río Guayas coincidía con la señalada por la historiadora Dora León en sus investigaciones sobre el sitio en que se habría encontrado la aldea Guayaquile, por lo que Véliz Mendoza concluyó que esta habría sido la aldea en cuestión y que los hallazgos señalaban que había sido un gran centro urbano.

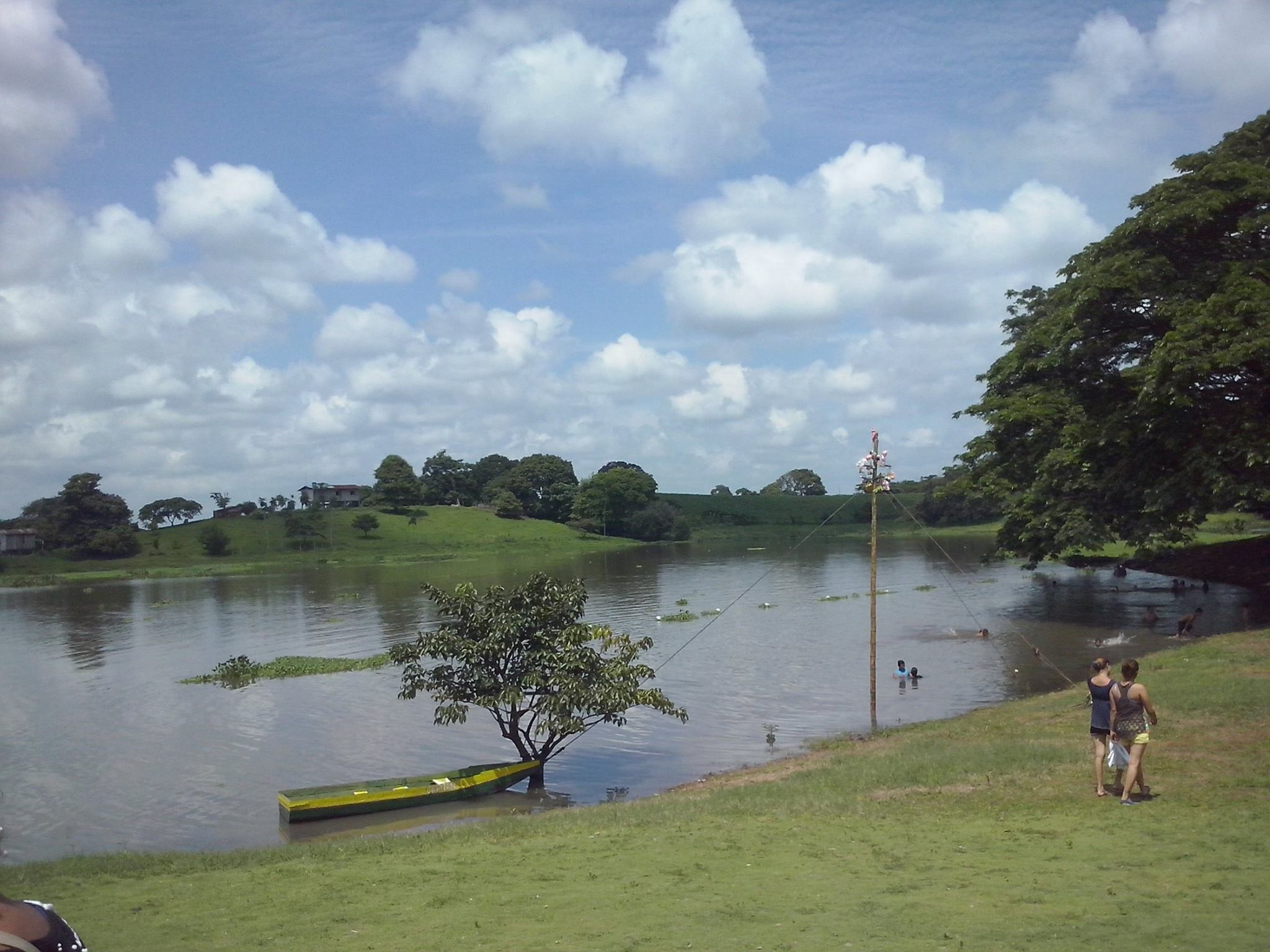
Abras de Mantequilla

Es importante describir la geografía que rodea el poblado Guayaquile, puesto que al estar en medio de la cuenca del Guayas, cuando llegaron los españoles existían empozamientos de aguas lluvias producto de los desbordamientos del río en invierno, o según investigaciones de un posible Fenómeno de El Niño, que sería una de las razones por las que Pizarro podría navegar usando las corrientes desde Centroamérica a las costas de Ecuador. Estos ríos desbordados creaban las tembladeras que eran representadas como lagos y lagunas. En la actualidad existen todavía estos complejos atrás de la ciudad de Babahoyo. Geógrafos han localizado otros que ya se encuentran disecados como el de Casiguana o Lago de Yahuachi que se encuentra a las afueras de Durán. Uno de los más importantes fue el "Abra Grande" que se encuentra arriba de Palenque y otros casi disecados como el que se encontraba en Pavana, cerca del poblado de Salitre.Por el cambio medioambiental que ha sufrido la cuenca del Guayas, muchas "abras" han desaparecido, sin embargo queda todavía una cerca de esta referencia geográfica y se trata de "Abras de Mantequilla". 
Se sabe que en esta época antes de la deforestación del litoral ecuatoriano, existían abundantes bosques donde era común encontrarse a pumas y monos, así como lagartos, sapos y serpientes en los ríos. Para controlar la inundación de los ríos los chonos usaban camellones y vivían en tolas, o montículos artificiales. Por fotografías aéreas se han encontrado cerca de 50 mil hectáreas con camellones en Babahoyo, Samborondón entre otras localidades. Muchos son más antiguos que los chonos y fueron construidos por la cultura Chorrera.Las inundaciones dificultaban el paso, por esto era común decidir entre el paso por Guaynacaua (o Guaynacava) y Daule. Se sabe que el primero de ellos era un cacique, y el nombre del lugar justamente hacía referencia a los territorios que administraba.

## Relación con Santiago de Guayaquil
En septiembre de 1534, la ciudad de Santiago de Quito fue trasladada al litoral ecuatoriano, en el sector conocido como Chilintomo o la Culata, que era parte de las tierras del cacique Guayaquile. Durante el año siguiente los colonos mantuvieron una relación cordial con Guayaquile y los miembros de su tribu. El arqueólogo Marcos Suárez, por el contrario, asegura que Guayaquile habría sido capturado por los colonos como forma de pacificar y dominar la región.
Las más antiguas referencias de las que se tiene conocimiento en que Santiago de Guayaquil aparece con este nombre datan de entre 1539 a 1541, en documentos históricos en que se la denomina la «villa de Guayaquile» o «Santiago de Guayaquile». Otros documentos históricos referencian a la aldea chona de Guayaquile, que se encontraba cerca de la ciudad de Santiago. En 1571, los habitantes del poblado indígena de Guayaquile habrían sido desplazados a Yaguachi, como parte de las políticas de las reducciones.
Esto confronta con evidencia histórica la existencia de Guayas y Quil que más bien forman parte del mito popular de la ciuadad. Al respecto se están haciendo campañas para poder comunicar la relación de la ciudad de Guayaquil con la Cultura Milagro Quevedo, antes que la Huancavilca:

La historia prehispánica guayaquileña no ha logrado actualizarse con las evidencias arqueológicas de los últimos años, en las que los principales vestigios encontrados pertenecen a las culturas como la de los Chonos, cuyo cacique Guayaquile le daría el nombre a la ciudad. La historia requiere inversión en materia de arqueología de campo para continuar con los proyectos que no han tenido cabida por falta de presupuesto. No hay ninguna evidencia de que hayan existido Guayas y Quil, eso es solo un mito.